# Stanisław Rozumkiewicz
Stanisław Cyprian Rozumkiewicz (OFMConv) (ur. 8 maja 1892 we Lwowie, zm. 16 lub 17 lipca 1920 w Lidzie) – polski franciszkanin, kapelan Wojska Polskiego.

## Życiorys
Urodził się 8 maja 1892 jako syn Wojciecha i Pauliny. Kształcił się w szkołach w rodzinnym Lwowie. Wstąpił do Zakonu Braci Mniejszych Konwentualnych. Otrzymał imię zakonne Cyprian. Studiował w seminarium franciszkańskim w Krakowie. Sakrament święceń otrzymał w 1916. Podczas I wojny światowej został powołany do c. i k. armii, służył jako kapelan szpitalu epidemicznym w Krakowie od 1917 do stycznia 1918, następnie posługiwał w jednostkach armii austriackiej, do połowy 1918 w strukturze 59 Dywizji Piechoty, do kresu wojny w listopadzie 1918 w 1 pułku ułanów.
Po odzyskaniu przez Polskę niepodległości został przyjęty do Wojska Polskiego. Od 14 stycznia 1919 pełnił funkcję kapelana 36 pułku piechoty. Uczestniczył w wojnie polsko-ukraińskiej i wojnie polsko-bolszewickiej. Pełniąc posługę duszpasterską w drodze do szpitala został bestialsko zamordowany przez patrol bolszewików 16 lub 17 lipca 1920 w Lidzie.
Został pochowany na Cmentarzu Obrońców Lwowa (kwatera II, miejsce 42).
Pośmiertnie został awansowany do stopnia majora i odznaczony Krzyżem Srebrnym Orderu Virtuti Militari. Przekazanie orderu rodzicom kapłana zorganizowano podczas uroczystości 15 sierpnia 1937.